# 別れたら好きな人 (2015年のテレビドラマ)
『別れたら好きな人』（わかれたらすきなひと）は、東海テレビ制作・フジテレビ系の「昼の帯ドラマ」（月曜 - 金曜、13:25 - 13:55）枠にて、2015年9月28日から11月27日まで放送されていたテレビドラマである。伴一彦のオリジナル脚本作品。

## 概要
主演の綾部祐二（ピース）が勤めている会社の事業立て直しで別れた元妻と再会するサラリーマンを演じる。綾部は昼ドラ初出演、初主演。相方の又吉直樹の153回芥川賞受賞決定後に主演が発表されたこともあり、放送前から注目された 。又吉も第5回にゲスト出演している。

## あらすじ
木原二郎は東京近郊で飲食チェーンを展開している会社に勤務するバツイチ。ある日、その会社が外資系の投資ファンドに売却され、大規模なリストラ計画が進められることとなった。その陣頭指揮を取るために上司としてやってきたのは、二郎と5年前に離婚した元妻の根岸咲だった。

## キャスト

### レギュラー
木原 二郎
演 - 綾部祐二（ピース）
「家族食堂」拠点管理部の副部長だったが、咲が上司となったことによって経営改革推進室のメンバーとされてしまう。
根岸 咲
演 - 白石美帆
二郎の妻。二郎と離婚後、ニューヨークの投資ファンド「クローキャピタル」に入社して「家族食堂」に乗り込んでくる。
木原 めぐみ
演 - 秋元才加
二郎の元妻。旧姓は佐野で半ば強引に二郎と結婚したが、半年もしないうちに離婚を申し出た。しかし、再び二郎の元に戻ってくる。
中野 啓太
演 - 中村靖日
あだ名は「チュン」。咲の推進するリストラ計画によって退職後、自分のやりたい事を見つけるまでの間という条件で、バー「シャコンヌ」のバーテンダーになる。
木原 三子
演 - 北川弘美
二郎の妹。イタリア人のような恋愛思考で、バツ6。合コンで知り合った竜崎と7度目の結婚をすることとなる。
高野 毅
演 - 篠田光亮
二郎の後輩。咲に見込まれて経営改革推進室のメンバーになる。ひょんなことから二郎と咲の過去を知ってしまう。
内田 楓
演 - 疋田英美
二郎の姪で一子の娘。「家族食堂」でアルバイトをしている。高野に想いを寄せられている。
内田 一子
演 - 小川菜摘
二郎の姉。楓の行動に悩まされている。夫とは長い間家庭内別居中だったが、楓が20歳になった事を機に離婚した。離婚後は「シャコンヌ」で働くようになる。
森田 茂樹
演 - 山口智充
二郎や啓太の少年野球の頃からの先輩。あだ名は「キャプテン」で、バー「シャコンヌ」のオーナーをしている。二郎に振り回される咲を放っておけなくなり、想いを告白する。
江沢 志穂
演 - 佐藤藍子
咲が銀行に勤めていた頃の友人で、元同僚でもある。中野や森田と共に2人の寄りを戻させようとする。
「家族食堂」の社員
大坪貴史、もろいくや、チング・ポカ

### 準レギュラー・ゲスト
塚本
演 - 山田明郷（第1話、第3話、第43話、最終話）
「家族食堂」の社長。
俊
演 - 又吉直樹（ピース）（第5話）
めぐみの元恋人。自称・音楽研究家。めぐみと接触したのは金目的で、200万円を受け取った直後にめぐみを捨てる。
桐島 秀一
演 - 森下哲夫（第8話）
閉鎖予定店舗のオーナー。かつては蕎麦屋をやっていたが、競争に負けたことで店を「家族食堂」に明け渡した過去がある。
根岸 真人
演 - 須永慶（第8話、第12話、第21話 - 第25話、第28話、第32話 - 第36話、第38話 - 第39話、第44話）
咲の父。二郎との結婚に反対していたが、結婚式に参列する。自身がガンに倒れたことから、なかなか再婚しない咲の身を心配している。
柳井 克子
演 - 高木珠里（第10話）
宮間店の店長。自身のリストラに反発していたが、後に元夫と復縁して退職する。
鳥飼
演 - 春海四方（第12話 - 第14話）
「家族食堂」の総料理長だったが、自らの料理を酷評した咲に激怒し、新メニューのレシピを持ち逃げする。
内田
演 - 大西武志（第1話、第17話 - 第19話、第23話、第26話、第31話、第37話 - 第38話、第41話、第44話）
一子の夫で楓の父。家庭を顧みなかった事から、一子に離婚届を突きつけられる。離婚後は今までの行動を反省し「シャコンヌ」に足を運ぶようになる。
竜崎 圭一
演 - 徳山秀典（第20話 - 第24話、第44話）
合コンに参加したことから、三子と結婚することとなる。結婚式前日には借金の保証人になっていたことが判明する。
裕子
演 - 平田薫（第20話 - 第23話、第30話 - 第33話、第36話 - 第38話、第42話、第44話）
竜崎の元恋人で、自身の勘違いから咲にしつこく付きまとっていたが、中野の説得で身を引いた。それが縁で、中野に対して思いを抱くことになる。
小園真理恵
演 - 徳井義実（チュートリアル）（第24話）
フリーアナウンサー。他の家族の結婚式の司会と勘違いして、二郎たちの元に押し避けてくる。
医師
演 - ノブ（千鳥）（第25話）
通りすがりに二郎とぶつかる。
奥村杏奈
演 - 渡邉とかげ（第27話、第30話）
めぐみの友人。離婚の真相を知らないにもかかわらず「二郎にも原因がある」と言い放つ。
大久保江梨子
演 - 西慶子（第28話 - 第30話、第37話）
中野の元妻。一方的に離婚したにもかかわらず、他の男との間にできた息子・翼を中野に押し付けて消え、のちに再び翼を取り戻そうとしたが、翼から拒絶される。
めぐみの家族
演 - 中島陽子（美子）、遠藤真優・遠藤美優（恋・愛）、ト字たかお（龍之介）（第30話 - 第31話、第33話 - 第38話、第41話）
父の経営していた工場が倒産したことで夜逃げ同然に二郎の家に押しかける。
配達員
演 - くっきー（野性爆弾）（第31話）
卵の注文数を間違えて200個も持ってきてしまう。
大川
演 - 寺本一樹（第32話）
佐野の部下。
佐野
演 - 有薗芳記（第33話、第38話 - 第39話、第41話 - 第42話）
めぐみの父。経営していた板金工場が借金難に陥り、四苦八苦していたが、経営を立て直したことで二郎に経営に携わってほしいと願う。
樋口
演 - 鈴木一功（第36話 - 第37話）
精肉工場を経営していたが、「家族食堂」に契約を打ち切られてしまい廃業する。
小林
演 - 岡安旅人（第36話、第39話、第44話）
合コンで志穂と知り合ったことで猛アタックし、結婚することになる。
真琴
演 - 星野真里（友情出演・第39話）
二郎と相席になった女性。
涼太
演 - 眞島秀和（友情出演・第39話）
真琴の夫。
北村
演 - 長原成樹（第40話）
「キタムラ屋」の社長。
及川
演 - 横光克彦（第40話 - 第42話）
「北新エンタープライズ」の社長。塚本とは旧知の仲。
婚約破棄された女
演 - ゆいP（おかずクラブ）（第44話）
婚約破棄されたことから自暴自棄になり、控え室で大暴れする。

## スタッフ
- 企画 - 横田誠（東海テレビ）
- 脚本 - 伴一彦
- 音楽 - 末廣健一郎、得田真裕
- 演出 - 島崎敏樹、木内健人
- 主題歌 - ソンモ from 超新星「still love you」（よしもとアール・アンド・シー）
- エンディング - Funky Galaxy from 超新星「ジーザス feat. アヴちゃんfrom女王蜂」（ユニバーサルJ）
- 照明 - 石井美宏
- 映像 - 小野寺慎一
- 撮影 - 川村有紀子
- 音声 - 福田陽輔
- 技術プロデュース - 石井勝浩
- 編集 - 安田多希
- 音響効果 - 神取涼子
- 美術進行 - 齋藤卓
- 美術プロデュース - 森川一雄
- 衣装 - 三橋友子
- メイク - 花村枝美
- スタイリスト - 柴崎篤
- エキストラ - 株式会社アルテミス　ほか
- 編成 - 安藤英裕（東海テレビ）
- 広報 - 田中資恵、芳賀大記（東海テレビ）
- 制作デスク - 八木美香（東海テレビ）
- プロデュース - 後藤勝利（東海テレビ）、仲良平・亀井俊徳（よしもとクリエイティブ・エージェンシー）、小池唯一（泉放送制作）
- 制作 - 東海テレビ放送、吉本興業、泉放送制作